# Martha Ocwirk
Martha Ocwirk (geb. Fasching; * 21. Oktober 1925; † 25. September 2006) war eine österreichische Handballspielerin.

## Karriere
Martha Ocwirk spielte in ihrer aktiven Zeit als Handballerin insbesondere für den SK Admira Wien, mit dem sie gemeinsam mit Danubia Wien die österreichische Handballmeisterschaft in den 1950er Jahren dominieren konnte. Ihr Karrierehöhepunkt waren die ersten Feldhandball-Weltmeisterschaft der Frauen 1949 in Ungarn, wo sie mit der österreichischen Nationalmannschaft den zweiten Platz erlangte und sich im Finale nur den Gastgeberinnen geschlagen geben musste.

## Privates
Martha Ocwirk heiratete am 22. Mai 1948 den österreichischen Fußballspieler Ernst Ocwirk, den zweimaligen Kapitän der Weltauswahl.
| Personendaten    | Personendaten                     |
| ---------------- | --------------------------------- |
| NAME             | Ocwirk, Martha                    |
| ALTERNATIVNAMEN  | Fasching, Martha (Geburtsname)    |
| KURZBESCHREIBUNG | österreichische Handballspielerin |
| GEBURTSDATUM     | 21. Oktober 1925                  |
| STERBEDATUM      | 25. September 2006                |